# Église Saint-Germain d'Auxerre à Santeny
L'église Saint-Germain est une église paroissiale située dans la commune de Santeny.

## Historique
Bien que la construction de cet édifice ait commencé au cours du XIIIe siècle, elle s'étendit sur plusieurs siècles : sa dédicace intervint en 1547 selon  l'abbé Lebeuf (d'autres sources évoquent 1447). De 1878 à 1882, l'église est en grande partie reconstruite par l'architecte H. Leclerc. Elle fut consacrée en octobre 1881.

## Mobilier
L'église est ornée d'un vitrail datant du XIIIe siècle, d'autres du XIXe siècle, venant de l'atelier de Pierre-Georges Bardon. Le baptistère a été ajouté au XIXe siècle.